# Дипротодоны
Дипротодоны (лат. Diprotodon) — крупнейшие известные сумчатые, когда-либо обитавшие на Земле. Дипротодоны принадлежат к так называемой австралийской мегафауне — группе необычных видов, живших в Австралии в период приблизительно от 1,6 миллионов до 47 — 40 тысяч лет назад, то есть бо́льшую часть плейстоцена. Кости дипротодонов, включая полные черепа и скелеты, а также волосы и следы были найдены во многих местах Австралии. Иногда обнаруживаются скелеты самок вместе со скелетами детёнышей, когда-то находившихся в сумке.

## Ареал
Дипротодоны населяли редколесья и травянистые равнины; возможно, держались у воды. Питались листьями деревьев, кустарниковыми растениями, и в некотором количестве — травой. Наиболее крупные экземпляры Diprotodon opatum были размером приблизительно с гиппопотама: около трёх метров в длину и около двух в холке, средняя оценка их веса — 2800 кг. Ближайшие ныне живущие родичи дипротодонов — вомбаты и коала. Поэтому иногда дипротодонов называют гигантскими вомбатами.
Существует несколько гипотез вымирания дипротодонов, как и всей остальной австралийской мегафауны. Большинство вымираний пришлось на период заселения Австралии первобытными людьми (50 — 40 тыс. лет назад), поэтому основными гипотезами исчезновения являются охота людей, выжигание ими растительности, а также влияние климатических факторов (повышение аридности климата). Около 50 тыс. лет назад дипротодоны в Австралии были ещё многочисленны, но уже около 46 тыс. лет назад почти исчезли. Из примерно 100 датировок ископаемых остатков дипротодонов, лишь 23 относительно достоверны, и неизвестно ни одной моложе 44 тыс. лет назад.
Новозеландские учёные, при помощи радиоуглеродного анализа ископаемых остатков болотных деревьев каури, определили, что около 42—41 тысяч лет назад произошло «переходное геомагнитное событие Адамса» — период многократного ослабления магнитного поля Земли, предшествовавший экскурсу Лашампа, когда магнитные полюса Земли поменялись местами. Ослабление магнитного поля (до уровня не более 6 % от нормального) привело к тому, что космические лучи почти беспрепятственно достигали поверхности Земли, разрушая озоновый слой, что влияло на растения и животных как непосредственно, так и косвенно: через сокращение пищевых ресурсов из-за усиления уровня жёсткого ультрафиолетового излучения. Это событие также могло совпасть по времени с большим солнечным минимумом. Предполагается, что событие Адамса могло привести к опустыниванию Австралии, усилению давления голодающих людей на мегафауну и её вымирание, включая дипротодонов.
В фольклоре австралийских аборигенов есть упоминания о буньипе — чудовище, когда-то населявшем австралийские болота. Исследователи предполагают, что это сохранённое в устной традиции австралийских аборигенов описание дипротодонов.

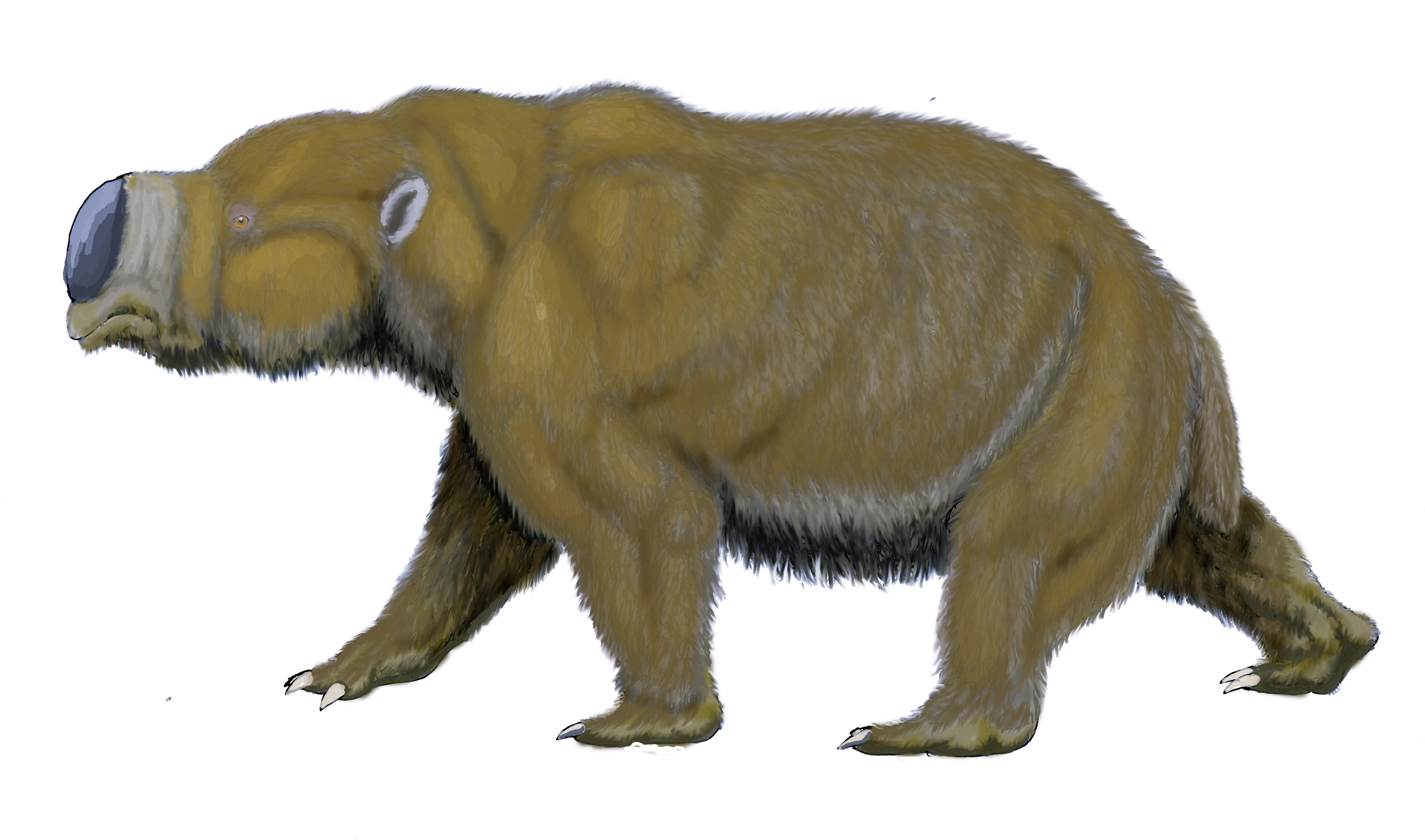
Diprotodon optatum
Сравнительные размеры дипротодона и человека